# Ronald Van Rillaer
Ronald Van Rillaer (Mechelen, 19 mei 1953 – Deurne, 10 juli 2023) was een Belgische cabaretier en (stem)acteur.

## Biografie
Van Rillaer behaalde in 1978 de eerste prijs op het Humorfestival van Knokke-Heist. Daarnaast schreef en speelde hij in meer dan twintig cabaretvoorstellingen, kinderprogramma's en musicalstukken in meer dan 800 voorstellingen.
Als acteur was hij vooral bekend als Lambik in diverse producties rond Suske en Wiske. Als stemacteur leende hij zijn stem onder andere aan Mickey Mouse voor Disney on Ice. Bij het Nederlands publiek is Van Rillaer vooral bekend als de stem van meneer Aardappelhoofd in de vierdelige Toy Story-franchise. Verder was hij ook gastacteur in verschillende Vlaamse tv-programma's, zoals Thuis, Spring, Spoed, Verschoten & Zoon en Wittekerke. Ook speelde hij een gastrol in Samson en Gert in de aflevering De luizenplaag. In Kaat & co had hij een vaste rol als Maurice.
Ronald Van Rillaer overleed op 10 juli 2023 op zeventigjarige leeftijd ten gevolge van een hersenbloeding.

## Acteur

### Televisieacteur
- Langs de Kade (1988)
- Wittekerke (1993), als Kürt Rogiers
- Familie (1997), als Serge Patart
- Samson en Gert (2003), als klant in kapsalon
- Aspe (2004), als Vandekerkhove
- Spoed (2002-2004), als Van Zande en man met gebroken kuitbeen
- Hallo België! (2005), als Alex
- Zone Stad (2005), als vrachtwagenbestuurder
- F.C. De Kampioenen (2006), als voorzitter Martin
- Thuis (2006), als Franco
- Kaat & co (2004-2007), als Maurice
- Mega Mindy (2007-2008), als bankdirecteur
- ROX (2011), als Joseph Bauwens
- Bonkers (2012)
- De Kotmadam (2016), als voorzitter
- James de musical (2021)

### Tv-film
- Gejaagd door het weekend (1989)

### Stemacteur
- Disney on Ice, als Mickey Mouse
- Toy Story (1995), als meneer Aardappelhoofd
- Suske en Wiske en de planeten[bron?] (1996), als Lambik
- Toy Story 2 (1999), als meneer Aardappelhoofd
- Toy Story 3 (2010), als meneer Aardappelhoofd
- Hawaiian Vacation (2011), als meneer Aardappelhoofd
- Small Fry (2011), als meneer Aardappelhoofd
- Partysaurus Rex (2012), als meneer Aardappelhoofd
- Toy Story of Terror! (2013), als meneer Aardappelhoofd
- Toy Story That Time Forgot (2014), als meneer Aardappelhoofd
- Toy Story 4 (2019), als meneer Aardappelhoofd

### Musicalacteur
- Suske en Wiske (1994), als Lambik
- Het machtige Meli-avontuur (1997), als Lambik
- De spokenjagers (2002), als Lambik
- De circusbaron (2007-2016), als Lambik
- De schimmige schurken (2007), als Lambik